# الإسلام في فلسطين

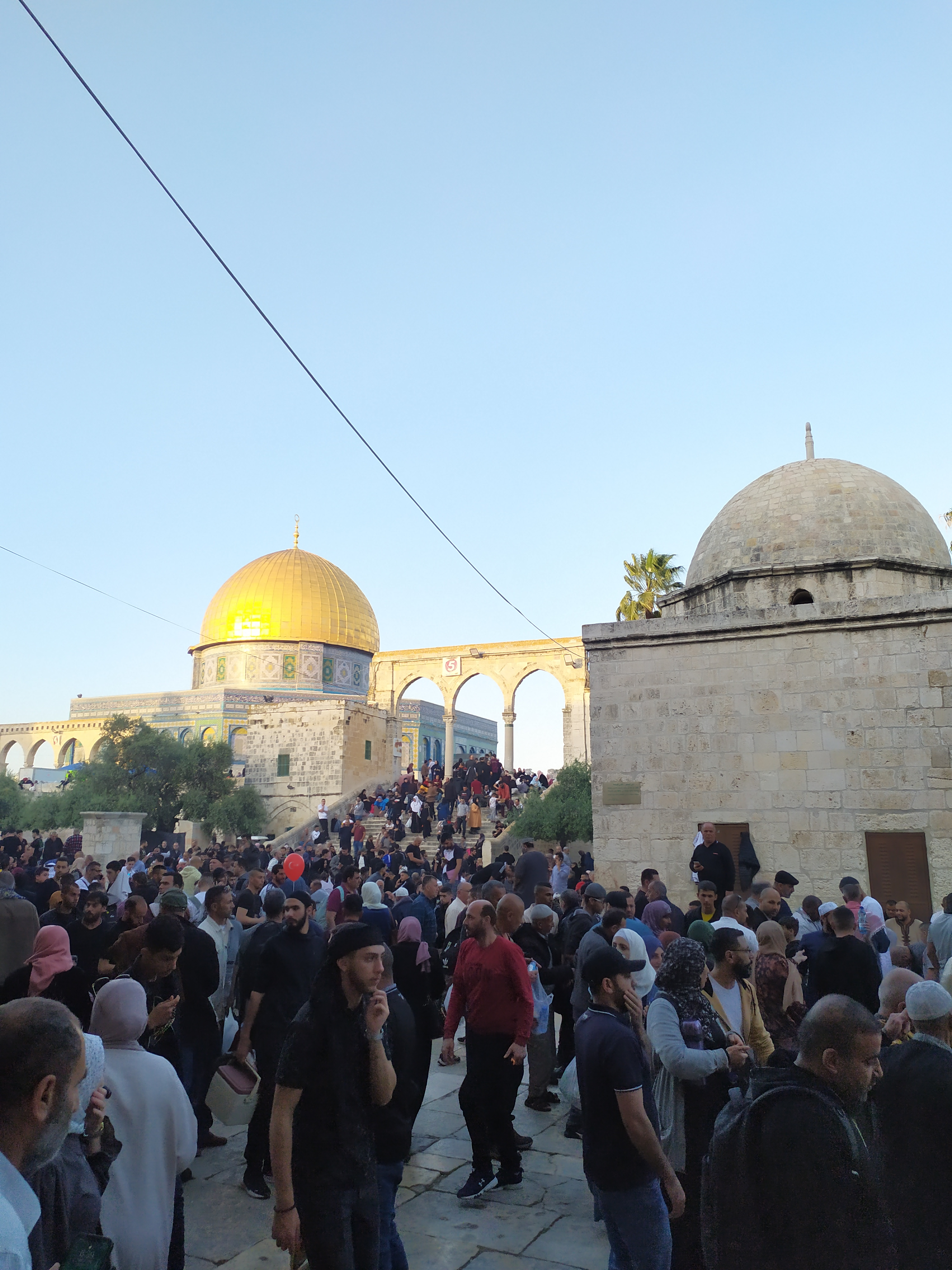
قبة الصخرة المشرفة في القدس

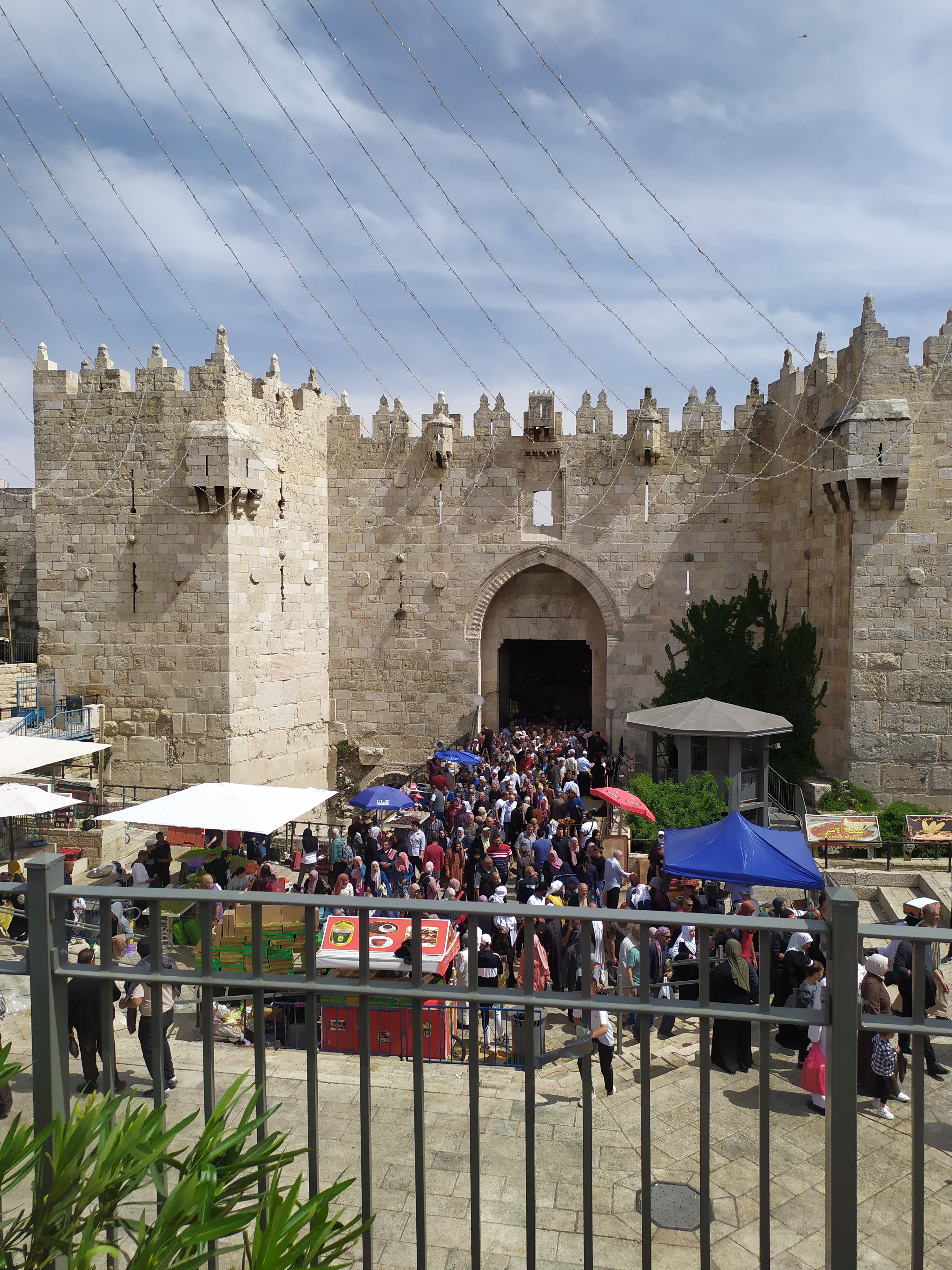
مدخل باب العامود في البلدة القديمة في القدس

الإسلام في فلسطين الإسلام الدين الرئيسي في فلسطين ويمثل دين أغلب السكان الفلسطينيين، حيثُ يشكل المسلمون ما نسبته 80-85% من سكان الضفة الغربية، وذلك مع المستوطنين الإسرائيليين، و99% من سكان قطاع غزة. يتبع المسلمون الفلسطينيون في المقام الأول الطائفة السنية ويتبعون فقهياً المذهب الشافعي.

## تاريخ

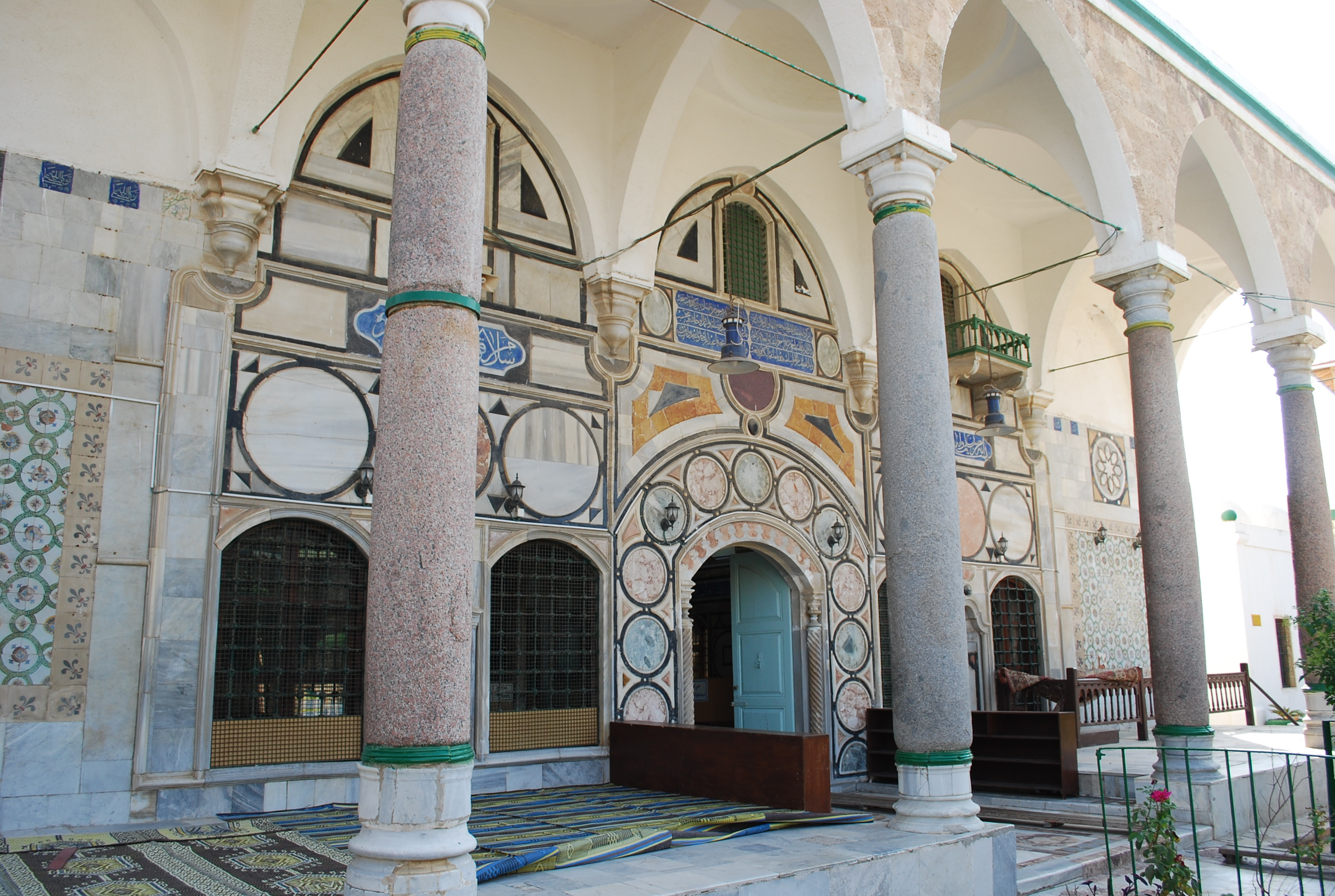
مدخل مسجد الجزار في عكا

غالبية المسلمين المقيمين حاليًا في أراضي فلسطين من السنَّة. وقد حكم الأتراك العثمانيون الأراضي الفلسطسنية من عام 1516 حتى 1917، وعززت قيادتها وضمنت مركزية وأهمية الإسلام كدين سائد وأساسي في المنطقة.
استعمار فلسطين من قبل بريطانيا في عام 1917 وما تبعها من وعد بلفور، فتح الباب لوصول أعداد كبيرة من اليهود إلى فلسطين الواقعة تحت الانتداب، الذي بدأ بقلب الموازين لصالح اليهود مع مرور الزمن.
ومع ذلك، فإن بريطانيا نقلت رمزية الحكم الإسلامي للأرض إلى الهاشميين في الأردن، وليس إلى أسرة آل سعود. وبذلك أصبح الهاشميون أوصياء رسميين على الأماكن الإسلامية المقدسة في القدس والمناطق المحيطة بها، وخاصة بعد أن سيطرت الأردن على الضفة الغربية (1948-1967).
في عام 1922، أنشأت بريطانيا المجلس الإسلامي الأعلى في فلسطين تحت الانتداب البريطاني، وعينت أمين الحسيني (1895-1974) كمفتٍ للقدس، لكن هذا المجلس ألغي في عام 1948.

### أسلمة مبكرة
تم جلب الإسلام إلى منطقة فلسطين خلال الفتوحات الإسلامية المبكرة في القرن السابع، عندما هزمت جيوش الخلافة الراشدة تحت قيادة عمر بن الخطاب جيوش فارس وجيوش الإمبراطورية البيزنطية، كما غزت بلاد فارس، بلاد ما بين النهرين، الشام، مصر وشمال إفريقيا وإسبانيا.
في نوفمبر 636، قام الجيش العربي الإسلامي بمهاجمة القدس التي كانت تحت سيطرة الرومان البيزنطيين. واستمر الحصار أربعة أشهر. في نهاية المطاف وافق بطريك القدس الأرثوذكسي صفرونيوس، على تسليم القدس للخليفة عمر شخصياً. وافق الخليفة عمر فيما بعد على هذه الشروط في المدينة المنورة، ثم سافر إلى القدس للتوقيع على اتفاقية الاستسلام في الربيع عام 637. كما تفاوض صفرونيوس على اتفاق مع الخليفة عمر، والتي عرفت باسم العهدة العمرية أو عهدة عمر، التي تمنح المسيحيين حريتهم الدينية مقابل دفع الجزية، وهي ضريبة يدفعها غير المسلمين حين يتم فتح بلادهم علي أيدي المسلمين مقابل الأمان ويطلق عليهم أهل الذمة. في ظل الحكم الإسلامي تعايش السكان المسيحيون واليهود فترة من التسامح المعتاد الممنوح لغير
المؤمنين.

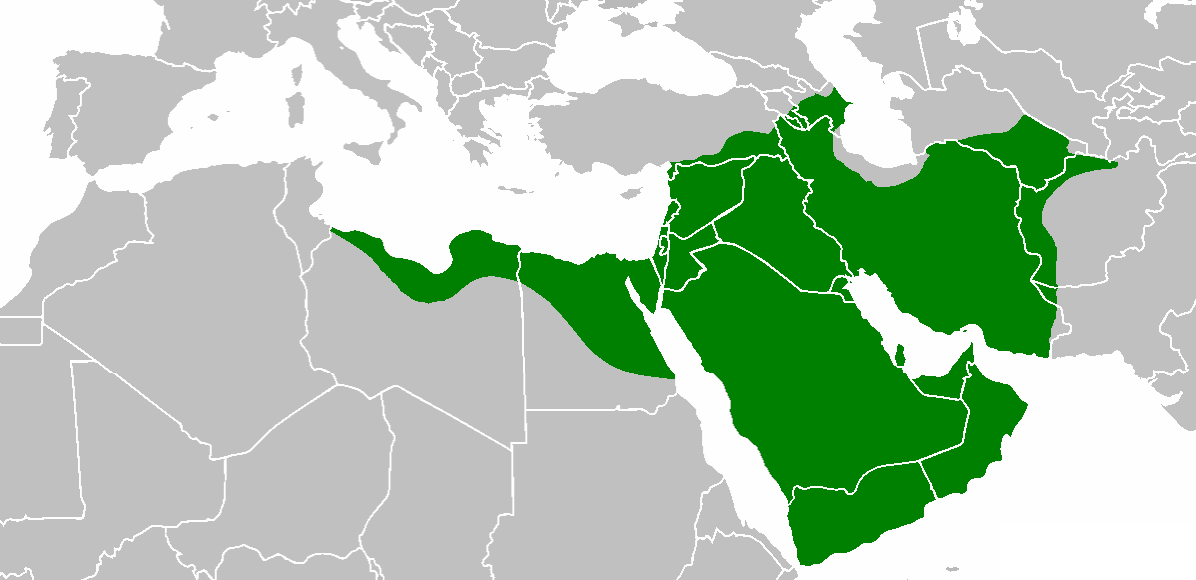
إمبراطورية عمر بن الخطاب في ذروتها، 644

بعد قبول الاستسلام، دخل الخليفة عمر وصفرونيوس إلى القدس، «وتوجه الخليفة ببراعة نحو الأماكن المتعلقة بالاثار الدينية»، عندما حان موعد الصلاة، كان متواجداً في أناستاسيس، لكنه رفض الصلاة هناك، خشية أن يستغل المسلمون ذلك في المستقبل كذريعة لكسر المعاهدة ومصادرة الكنيسة. مسجد عمر الآن، الواقع مقابل كنيسة أناستاسيس، مع مئذنته العالية، هذا المسجد بني فوق المكان الذي تقاعد الخليفة فيه ليؤدي صلاته.
القدس هي ثالث أقدس مدينة إسلامية بعد مكة والمدينة في المملكة العربية السعودية. على الرغم من أن القران لا يوضح من أين عرج الرسول محمد بالضبط إلى الجنة، إلا أن المسلمون يعتقدون أن الحرم القدسي الشريف (جبل الهيكل) هو المكان المحدد. وفقاً للتقاليد خلال ليلة واحدة حوالي عام 621 م، تم نقل نبي الإسلام محمد بجواده الأسطوري «البراق» من مكة إلى الحرم الشريف (جبل الهيكل) في القدس، ثم صعد من هناك إلى السماء حيث تحدث مع الله. هذا المعتقد الإسلامي المقبول على نطاق واسع هو مصدر الأهمية الدينية والروحية لقبة الصخرة والمسجد الأقصى المجاور.
وفقاً للمؤرخ جيمس ويليام باركس، خلال القرن الأول بعد الفتح العربي (640-740)، حكم الخليفة وحكام سوريا والأراضي المقدسة بالكامل على رعايا المسيحيين واليهود. ويذكر كذلك أنه باستثناء البدو في الأيام الأولى، كان العرب الوحيدون المتواجدون غرب الأردن هم الحاميات.
وصف الأسقف أركولف، الذي روى حجه إلى الأرض المقدسة في القرن السابع، دي لويكس سانكتيز، التي أرفقت من قبل الراهب أدومان، واصفاً فيها الظروف المعيشية اللطيفة للمسيحيين في فلسطين في بداية الحكم الإسلامي.خلفاء دمشق (661-750) كانوا أمراء متسامحين، كما كانوا على علاقة جيدة مع رعاياهم المسيحيين.شغل العديد من المسيحيين (مثل القديس يوحنا الدمشقي) مناصب مهمة في بلاطهم.كان الخلفاء العباسيون في بغداد (753-1242)، طول فترة حكمهم لسوريا متسامحين مع المسيحيين. أرسل هارون أبو جعفر (786-809) مفاتيح القبر المقدس إلى شارلمان، الذي بنى مأوى للحجاج اللاتينيين بالقرب من الضريح.

### الأسلمة في العصر العباسي والفاطمي
أصبح الإسلام دين الأغلبية في فلسطين في القرن التاسع، مع تثقيف السكان المحليين بالهوية العربية، وعندما أصبحت اللغة العربية لغة مشتركة. في مناطق الشرق الأوسط وشمال إفريقيا بشكل عام ومنطقة فلسطين بشكل خاص، بدأت الشعوب الأصلية في مختلف المناطق التي كانت تتحدث معظمها اليونانية، الارمية – السريانية، القبطية والبربرية، في تبني اللغة العربية والثقافة المرتبطة بها.
أدت السلالات والثورات المتنافسة إلى انفصال العالم الإسلامي في نهاية المطاف. خلال القرن التاسع، احتلت فلسطين من قبل الأسرة الفاطمية المتمركزة في مصر. خلال تلك الفترة أصبحت فلسطين مرة أخرى مركز النزاعات العنيفة التي تبعتها الحروب، حيث حاول أعداء السلالة الفاطمية غزو المنطقة. في ذلك الوقت، استمرت الإمبراطورية  البيزنطية في استعادة الأراضي التي خسرتها من قبل المسلمين، بما في ذلك القدس. قُتل السكان المسيحيون في القدس الذين عبروا عن دعمهم للإمبراطورية البيزنطية على أيدي السلطات الإسلامية. أصبحت فلسطين مرة أخرى ساحة معركة، حيث قام مختلف أعداء الفاطميين بالهجوم. في الوقت نفسه، استمر الرومان البيزنطيون في محاولة لاستعادة أراضيهم المفقودة، بما فيها القدس. تم إعدام المسيحيين في القدس الذين وقفوا مع الرومان بسبب الخيانة العظمى من قبل المسلمين الحاكمين. في عام 969، قُتل بطريك القدس، يوحنا السابع، بسبب مراسلاته الخادعة مع الرومان.
خلال الحقبة الفاطمية، أصبحت مدينتا القدس والخليل من  الوجهات الرئيسة لمن يتوجهون إلى الصوفية. كان إنشاء المجتمعات والمؤسسات مستوحى من أصول صوفية محلية بين  1000 و1250 وكان جزءاً لا يتجزأ من التغيير إلى الإسلام.
قام الخليفة الفاطمي السادس، الخليفة الحكيم، بتدمير القبر المقدس في عام1009. وكان هذا الاستفزاز القوي بداية وتحضيراً للحملة الصليبية الأولى.
طوال غالبية الحقبة، كان هناك حكم إسلامي في فلسطين، باسثناء مملكة القدس الصليبية (1099-1291). بسبب الأهمية المتزايدة للقدس في العالم الإسلامي، بدأ التسامح تجاه الديانات الأخرى يتلاشى. تعرض المسيحيون واليهود في فلسطين للاضطهاد، ودمرت العديد من الكنائس والمعابد اليهودية. بلغ هذا الاتجاه ذروته عام 1009م عندما قام الخليفة الحكيم من الأسرة الفاطمية بتدمير كنيسة القبر المقدس في القدس. أشعل هذا الاستفزاز غضباً هائلاً في العالم المسيحي، مما أدى إلى الحروب الصليبية المتجهة من أوروبا إلى الأراضي المقدسة.

### الحروب الصليبية المبكرة
في عام 1009، أطلق الصليبيون المسيحيون، بدعم من الكنيسة الكاثوليكية الرومانية، الحملة الصليبية الأولى بهدف استعادة السيطرة على القدس من الخلافة الفاطمية، ومساعدة الإمبراطورية البيزنطية في قتال الأتراك السلجوقيين. خلال الحملة، شن الصليبيون  هجوماً على مدينة القدس، واستولوا عليها في يوليو 1099، وقتل العديد من السكان المسلمين واليهود فيها، وأنشأوا أول مملكة مسيحية فيها. حول الصليبيون قبة الصخرة إلى «ضريح الرب» والمسجد الأقصى إلى «قاعة سليمان». كانت ردة فعل السكان المسلمين هو محاولة إيجاد سكن مع الصليبيين ومحاولة التعايش معهم. خلال هذه الحقبة،  نظر العالم الإسلامي الأكبر إلى النكسات في القدس بلا مبالاة.

### الحكم الأيوبي والحروب الصليبية المتأخرة
في عام 1187، قاد السلطان الأيوبي صلاح الدين جيوشه للفوز بانتصار كبير على الصليبيين في معركة حطين. كنتيجة مباشرة للمعركة، أصبحت القوى الإسلامية مرة أخرى القوة المهيمنة في المنطقة، حيث أعادت سيطرتها على القدس وعدة مدن أخرى كانت تحت سيطرة الصليبيين. في عام 1189، تم إنشاء أول مأوى لزاهد الصوفية في مسجد الخانقاة الصلاحي في القدس، والذي كان قصراً للبطريك اللاتيني قبل إعادة احتلال المدينة.

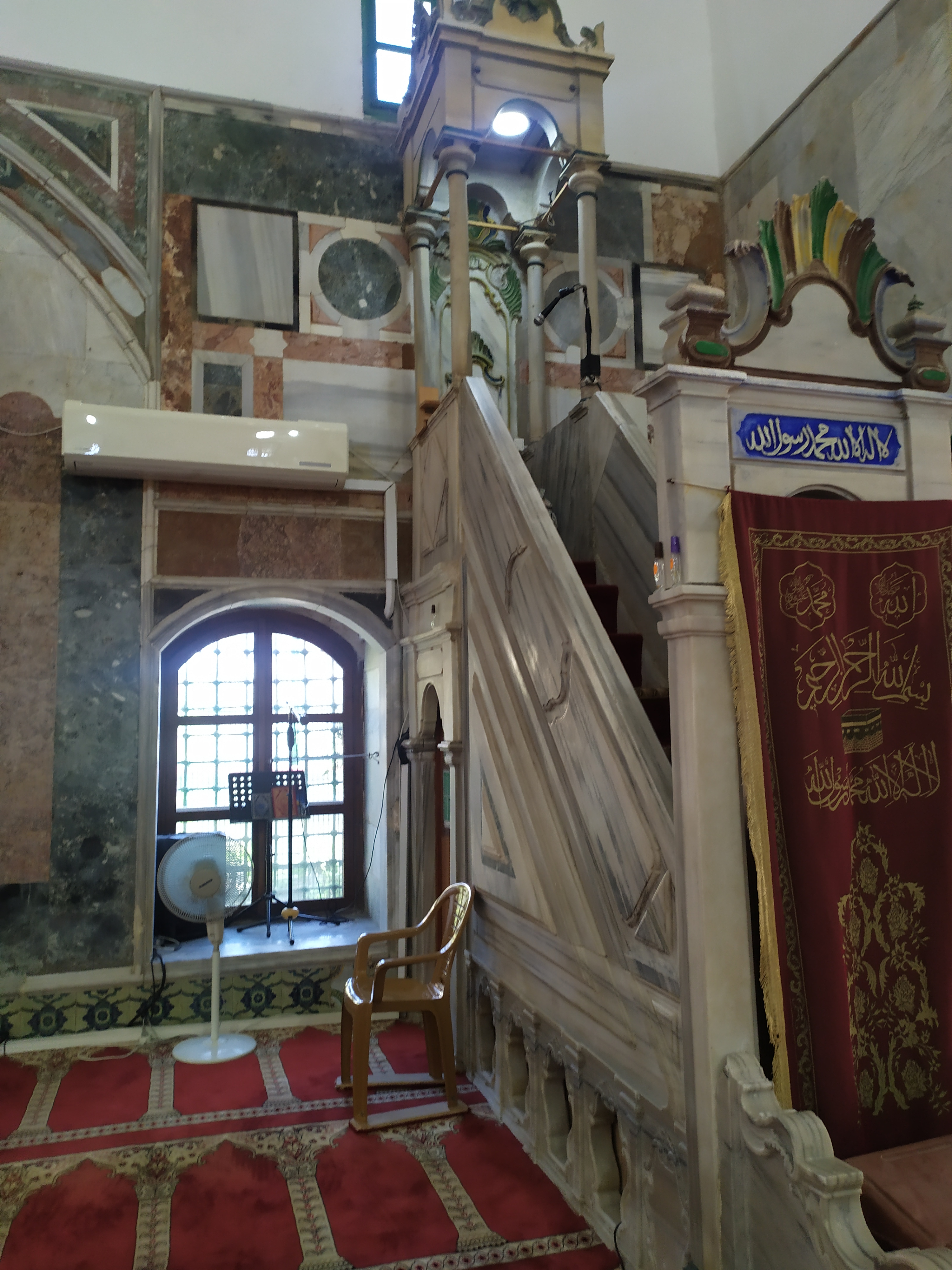
منبر مسجد الجزار في عكا

أدت الهزيمة المسيحية إلى حملة صليبية ثالثة تهدف إلى استعادة الأراضي المفقودة في الأرض المقدسة. شن ريتشارد الأول ملك إنجلترا (ريتشارد قلب الأسد) حصارًا على مدينة عكا، وبعد ذلك غزا المدينة وقتل 3000 مسلم. بعد الفوز الثاني في معركة أرسوف، وصل الصليبيون إلى القدس، لكنهم انسحبوا دون محاولة غزو المدينة. بعد اشتباك عسكري آخر في يافا، والذي لم يفز به أي من الجانبين، وقّع صلاح الدين وريتشارد قلب الأسد على معاهدة الرملة في يونيو 1192. بموجب شروط الاتفاقية، ستظل القدس تحت سيطرة المسلمين ولكن المدينة ستكون مفتوحة أمام الحجاج المسيحيين. حولت هذه المعاهدة المملكة اللاتينية إلى شريط على طول الساحل من صور إلى يافا.

### هيمنة المماليك
في عام 1250، تم الإطاحة بالسلالة المصرية الأيوبيّة من قبل أفواج العبيد (المماليك)، ولدت سلالة جديدة - المماليك. في 3 سبتمبر 1260، في معركة عين جالوت التي وقعت في وادي يزرعيل، هزم المماليك المصريون المسلمون تحت قيادة بيبار المغول وأوقفوا تقدمهم. أكمل خلفه الأشرف خليل النصر بإخراج آخر الصليبيين من فلسطين.
في عام 1291، فرضت قوات السلطان المملوكي المصري الأشرف خليل حصارًا طويلًا على مدينة عكا، التي كانت آخر أرض مسيحية في الأراضي المقدسة. استولى المماليك على المدينة في 18 مايو 1291، مما أسفر عن مقتل معظم السكان المسيحيين المحليين، وبالتالي إنهاء مملكة القدس الصليبية الثانية.
كان المماليك يحكمون فلسطين على مدى القرنين التاليين (1291-1516). أصبح المسلمون هم الأغلبية، وتم بناء العديد من الأضرحة الإسلامية مثل مقام النبي يامن، مقام النبي موسى، مقام النبي روبين والعديد من الأضرحة التي وصفها المسلمون بأنها مواقع دفن للأنبياء، الصحابة وحتى ما اعتبروه من  شهداء المسلمين مقدسين من أوقات الصليبيين وما قبل الصليبيين. يقول بعض المؤرخين أن الأضرحة شُيدت لتكون مواقع إستراتيجية جيدة للمسلمين (على سبيل المثال، بني ضريح النبي موسى على الطريق من القدس إلى أريحا).
جلبت المماليك من دمشق، بعض الازدهار في المنطقة، وخاصة إلى القدس، مع برنامج مكثف يشمل بناء المدارس، وتكريم الحجاج، وبناء الكليات الإسلامية وتجديد المساجد. كما وثقت كتابات مجير الدين الواسعة عن القدس في القرن الخامس عشر، وعملت على توحيد وتوسيع المواقع الإسلامية في تلك الفترة.
تسببت هيمنة الدولة المملوكية البرجية على المملوكية البحرية، إلى جانب حالات الجفاف المتكررة والأوبئة مثل الموت الأسود، والضرائب لتغطية تكاليف الحروب ضد الصليبيين والمغول (وكان آخرها «حشد تامرلان») والتراجع الاقتصادي، ومع انحسار الرقابة الداخلية والخسائر الهائلة للسكان بسبب الأوبئة، بنهاية فترة حكمهم، تحرك البدو للاستفادة من الانخفاض في الدفاعات، وهجر المزارعون أراضيهم. لقد أقالوا الرملة عام 1481 وأبطلوا جيشا مملوكيا نشأ في غزة لصدهم. بحلول نهاية القرن الخامس عشر، بلغ عدد سكان القدس حوالي 10000، معظمهم من المسلمين، مع ما يقرب من 1000 مسيحي و400 يهودي.

### صعود العثمانيين
في 24 أغسطس 1516، في معركة مرج دابق، هزمت قوات الإمبراطورية العثمانية قوات سلطنة المماليك وبالتالي أصبح العثمانيون الحكام الجدد في بلاد الشام. في 28 أكتوبر، هزموا القوات المملوكية مرة أخرى في معركة يونس خان وقاموا بضم منطقة فلسطين. بحلول شهر ديسمبر من ذلك العام، غزت الإمبراطورية العثمانية كامل منطقة فلسطين. نتيجة للتقدم العثماني في عهد سليم الأول، احتل الأتراك العثمانيين السنة المنطقة التاريخية لفلسطين. قيادتهم عززت وطورت مركزية وأهمية الإسلام كدين مهيمن في المنطقة. كما جعلت المستنقعات التي تتعرض لخطر الملاريا صعبة الاستقرار وسهلت الزراعة في السهول الساحلية وفي الوديان.
في عام 1834، اندلعت انتفاضة شعبية ضد حكم والي محمد علي. كان السبب الرئيسي للانتفاضة هو السخط على قيام الجيش المصري بصياغته. في البداية تمكن المتمردون من السيطرة على العديد من المدن، بما في ذلك نابلس والقدس والخليل. رداً على ذلك، قاد القائد العسكري المصري إبراهيم باشا قوة من الجيش قوامها 40.000 شخص ضد المتمردين وتمكن من إنهاء التمرد، واحتلال غزة والرملة ويافا وحيفا والقدس وعكا. كان لغزوات إبراهيم باشا تغييراً ديموغرافيًا كبيرًا، حيث شهدت منطقة فلسطين تدفق المهاجرين القبليين المسلمين. وكان إبراهيم باشا، في انتزاع السيطرة على فلسطين من الإمبراطورية العثمانية، متصادمًا مع الطموحات الإقليمية للقوى العظمى الأوروبية، ومن أجل التخفيف من حدتها، عكس السياسة العثمانية وفتح البلاد أمام كل من الأجانب وغير المسلمين. على الرغم من قصر التفوق المصري، حيث أن القوى العظمى استعادت ثروات العثمانيين وسيادتهم على فلسطين، كان الأثر طويل الأجل هو إرساء الأساس لتطوير أنشطة ومصالح أوروبية واسعة النطاق في فلسطين.
في عام 1860، تم بناء مسجد عمر في مدينة بيت لحم المسيحية. إنه المسجد الوحيد في مدينة بيت لحم القديمة.

### الإسلام أثناء الحكم البريطاني
في عام 1917، في نهاية الحرب العالمية الأولى، غزت الإمبراطورية البريطانية منطقة فلسطين، والتي كانت تحت أيدي العثمانيين. مُنحت المملكة المتحدة السيطرة على فلسطين من خلال مؤتمر فرساي للسلام الذي أنشأ عصبة الأمم في عام 1919 وعين هربرت صموئيل، مدير مكتب البريد السابق في مجلس الوزراء البريطاني، الذي كان له دور فعال في صياغة إعلان وعد بلفور، كأول مفوض سام في فلسطين. وضع الاحتلال البريطاني للمنطقة حدا لمئات السنين من الحكم الإسلامي المتعاقب.
أدت الزيادة التدريجية في عدد اليهود في فلسطين إلى تطوير حركة وطنية عربية-فلسطينية، تأثرت واستلهمت من الزعيم الإسلامي ومفتي القدس الحاج أمين الحسيني. تم تحديد الصهيونية، الأيديولوجية التي تدعو إلى إقامة دولة يهودية في فلسطين، على أنها تهديد من قبل السكان العرب المسلمين في فلسطين. أصبح هذا الاتجاه المعادي للصهيونية مرتبطًا بمقاومة شرسة مناهضة لبريطانيا (كما في أعمال الشغب الفلسطينية عام 1920 وخلال الثورة العربية 1936-1939).
أصدر المفوض السامي لفلسطين، هربرت صموئيل، أمرًا في ديسمبر 1921 بإنشاء مجلس إسلامي أعلى يتمتع بسلطة على جميع الأوقاف والمحاكم الشرعية في فلسطين. بالإضافة إلى ذلك، في عام 1922 عينت السلطات البريطانية الحاج أمين الحسيني كمفت للقدس. حتى اندلاع التمرد العربي في 1936-1939، عمل المجلس كهيئة إدارة للمجتمع العربي تحت الانتداب البريطاني، وتعاون مع الحكومة البريطانية في فلسطين. وطوال فترة عمله، دعا المجلس الإسلامي الأعلى إلى مقاومة نشطة ضد «ييشوف» اليهودي، ودعم الحركات العربية المعادية لبريطانيا السرية في البلاد.

### 1948-1967: الإسلام تحت الحكم الإسرائيلي والأردني والمصري
في 14 أيار (مايو) 1948، أي قبل يوم واحد من انتهاء الانتداب البريطاني على فلسطين، أصدر قادة الجالية اليهودية في فلسطين برئاسة رئيس الوزراء ديفيد بن غوريون إعلان الاستقلال، وتم تأسيس دولة إسرائيل. غزت وحدات من الجيوش المصرية والسورية والأردنية والعراقية إسرائيل، وبالتالي بدأت الحرب العربية الإسرائيلية عام 1948. صدت قوة الدفاع الإسرائيلية الناشئة الدول العربية من جزء من الأراضي المحتل، وبالتالي مدت حدودها إلى ما وراء التقسيم الأصلي لـليونسكوب. كان الجزء المتبقي من الانتداب في الأردن، والمنطقة التي أصبحت تسمى الضفة الغربية (التي يحتلها الأردن) وقطاع غزة (الذي تحتله مصر). قبل هذا النزاع وأثناءه، فرٌَ 700.000فلسطيني من أراضيهم الأصلية ليصبحوا لاجئين فلسطينيين، بسبب وعد من القادة العرب بأنهم سيكونون قادرين على العودة عند الانتصار.
نقل البريطانيون الحكم الإسلامي الرمزي للأرض إلى الهاشميين في الأردن، وليس إلى آل سعود. وهكذا أصبح الهاشميون الوصي الرسمي للأماكن الإسلامية المقدسة في القدس والمناطق المحيطة بها. بعد الاحتلال الأردني للضفة الغربية خلال الحرب، قام الملك عبد الله الأول ملك الأردن بعزل أمين الحسيني كمفت كبير وعين الشيخ حسام الدين جارالله مفتي القدس الجديد في 20 ديسمبر 1948. تم حل المجلس الإسلامي الأعلى في نهاية المطاف عام 1951 من قبل السلطات الأردنية. في 20 يوليو 1951، اغتيل ملك الأردن عبد الله أثناء زيارته للمسجد الأقصى. نفذ الاغتيال فلسطيني من عشيرة الحسيني، بدافع المخاوف من أن الملك عبد الله سوف يصنع سلامًا منفصلاً مع إسرائيل، حيث أطلق المسلح ثلاث رصاصات قاتلة على رأس الملك وصدره.
بعد فتح جبل الهيكل خلال حرب الأيام الستة، أعلن رئيس الحاخامات الإسرائيليين أن الشعب اليهودي ممنوع من الدخول إلى جبل الهيكل. منذ عام 1967، تسيطر إسرائيل على الأمن في الحرم القدسي الشريف، لكن الوقف المسلم يسيطر على الأمور الإدارية، ويتحمل مسؤولية تسيير الشؤون الإسلامية مثلما فعل أثناء الاحتلال الأردني.

## الديموغرافيات (الدراسات الإحصائية للسكان)

### الإسلام
الإسلام اليوم دين بارز وأساسي في كل من غزة والضفة الغربية، حيث أن معظم السكان في دولة فلسطين هم من المسلمين (80% في الضفة الغربية و99% في قطاع غزة).

### الإسلام السَُني

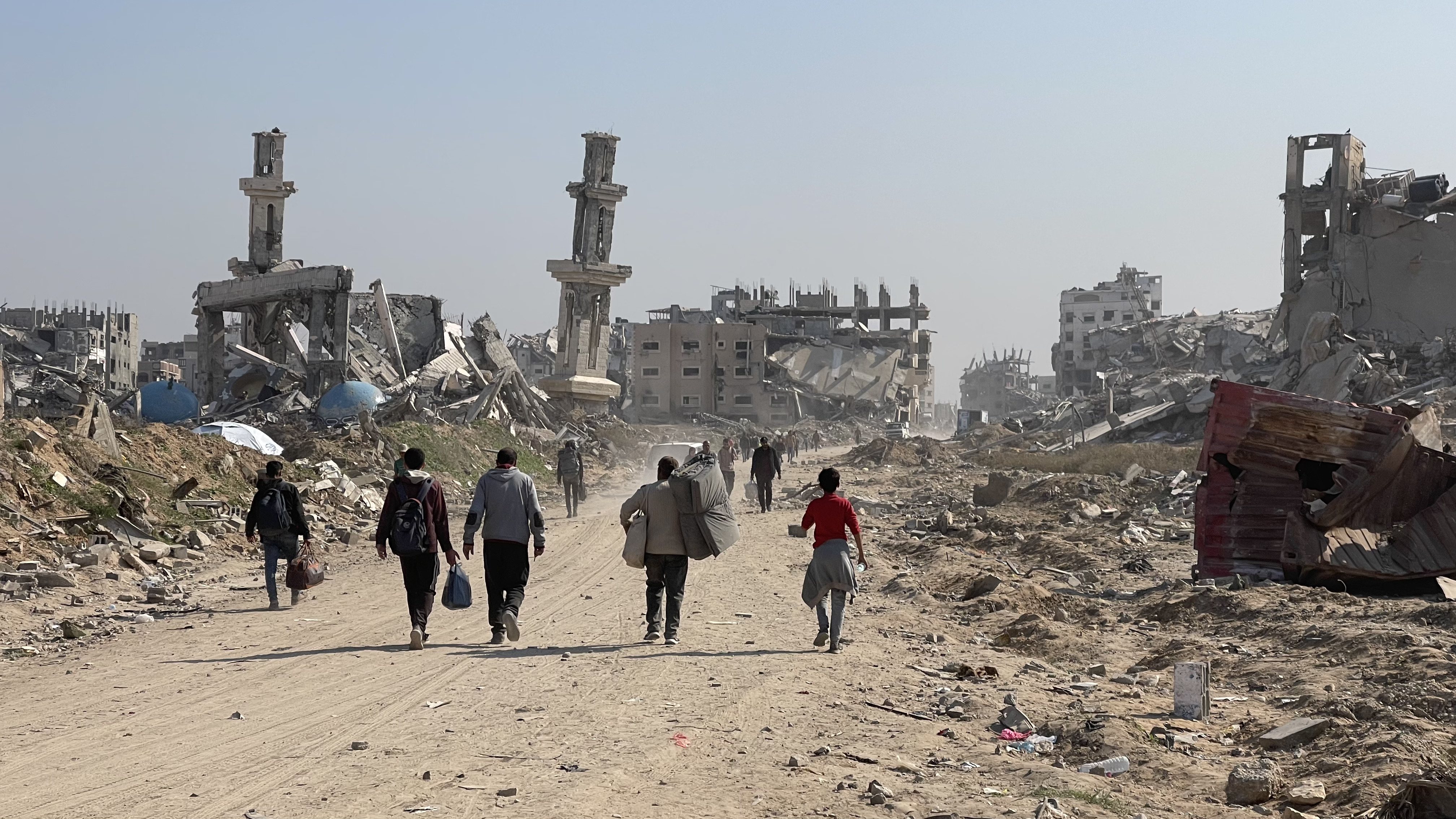
مسجد مدمر في غزة عام 2023.

تاريخياً، مارس المسلمون الفلسطينيون في المقام الأول الإسلام الشافعي، وهو أحد المدارس الإسلامية الأربعة في الإسلام السني. بدأت السلفية في الوصول إلى غزة في السبعينيات، عندما عاد الطلاب الفلسطينيون من الدراسة في الخارج في المدارس الدينية في المملكة العربية السعودية. وما زال عدد من الجماعات السلفية في غزة تتلقى الدعم والتمويل من الرياض.

### الإسلام الشيعي
في الفترة من 1923 إلى 1948، كانت هناك سبع قرى في فلسطين الانتدابية كان معظم سكانها من المسلمين الشيعة (المعروفون أيضًا باسم المتاولة): تربيخا، صَلحَه، المالكية، النبي يوشع، قدس، هونين، وابل القمح. نُقلت هذه القرى من المجال الفرنسي إلى المجال البريطاني نتيجة لاتفاقية الحدود لعام 1923. تم تهجيرها جميعاً خلال الحرب العربية الإسرائيلية عام 1948 ومواقعها السابقة الآن في شمال إسرائيل.أشار إحصاء عام 1931 إلى وجود (4100) متولي (شيعي) في فلسطين.
منذ عام 1971، وبسبب النفوذ الإيراني، تحول بعض السنة الفلسطينيين إلى شيعة. ذكرت صحيفة هاآرتس الإسرائيلية في عام 2012 أن خوف حماس من تنامي النفوذ الإيراني في غزة تسبب في قمع المنظمة للمنظمات الشيعية، بما في ذلك الجمعيات الخيرية. ومع ذلك، فإن التحول إلى الشيعة هو اتجاه متنامٍ في قطاع غزة، فمن المعروف أن المئات من نشطاء الجهاد الإسلامي والناس العاديين السنَيين، قد تحولوا إلى شيعة. تم إنشاء حركة صابرين في عام 2014 من قبل بعض الشيعة الذين تركوا حركة الجهاد الإسلامي.

### الإسلام الأحمدي
الأحمدية هي طائفة صغيرة من الإسلام في فلسطين. يواجه هذا المجتمع، الذي لا يعترف به المسلمون السائدون كإسلامي حقيقي، الاضطهاد، ويواجه قيودًا زوجية تفرضها المحاكم الشرعية المحلية. على الرغم من عدم توفر تقديرات، تشير التقارير إلى احتمال وجود «العشرات» من مسلمي الأحمدي الفلسطينيين في الضفة الغربية.